# Huismes
 Huismes  es una población y comuna francesa, situada en la región de  Centro, departamento de Indre y Loira, en el distrito de Chinon y cantón de Chinon.

## Demografía
| 1231 | 1122 | 1031 | 1132 | 1397 | 1390 |
| Para los censos de 1962 a 1999 la población legal corresponde a la población sin duplicidades (Fuente: INSEE [Consultar]) |      |      |      |      |      |